# Renata Fast
Renata Fast (* 6. Oktober 1994 in Hamilton, Ontario) ist eine kanadische Eishockeyspielerin, die seit September 2023 beim den Toronto Sceptres aus der Professional Women’s Hockey League (PWHL) unter Vertrag steht. Sie ist seit etwa 2015 Mitglied der kanadischen Frauennationalmannschaft und mehrfache Weltmeisterin sowie Olympiasiegerin.

## Karriere
Ab 2010 spielte Fast für die Burlington Barracudas in der Provincial Women’s Hockey League. 2012 nahm Fast ein Studium an der Clarkson University auf. Parallel zum Studium spielte sie für die Clarkson Golden Knights, das Eishockeyteam der Universität, in der ECAC Hockey. In der Saison 2013/14 gewann sie mit Clarkson die erste nationale College-Meisterschaft in der Geschichte der Universität. In den folgenden zwei Jahren war Fast Assistenzkapitänin ihres Collegeteams. 2016 beendete sie ihr Studium mit einem Bachelor of Arts in Financial Information and Analysis.
Nach dem Ende ihrer NCAA-Karriere wurde Fast beim CWHL Draft 2016 von den Toronto Furies an zweiter Stelle ausgewählt und erhielt einen Vertrag bei den Furies. 2017 nahm sie am All-Star-Game der CWHL teil.

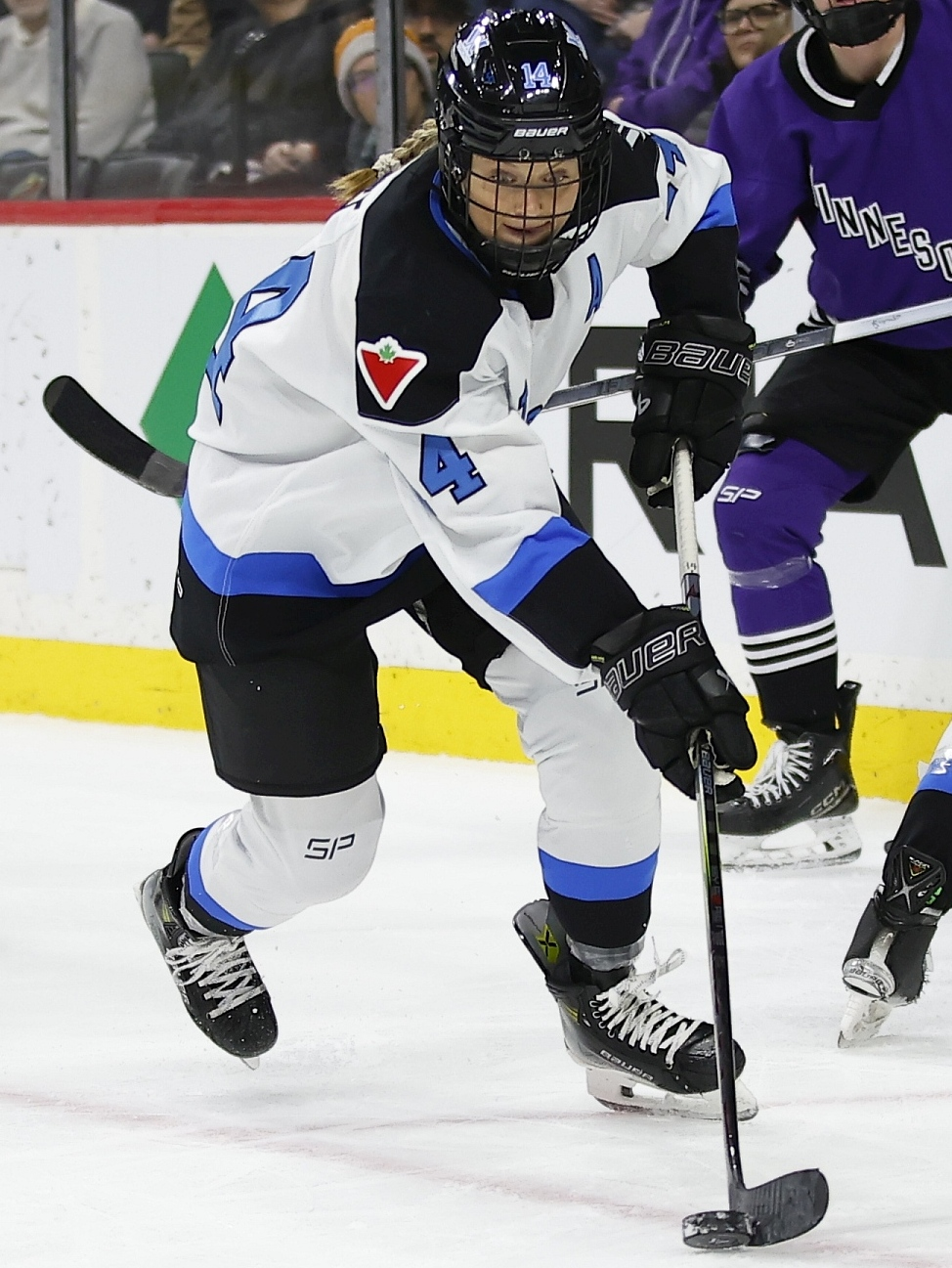
Renata Fast (2024)

Im Rahmen des Four Nation Cups 2015 kam Fast erstmals für die kanadische Nationalmannschaft zum Einsatz und gehörte in den folgenden drei Jahren zum erweitern Nationalkader. 2017 debütierte Fast für das Team Kanada bei der Frauen-Weltmeisterschaft und gewann mit dem Team die Silbermedaille. Vor den Olympischen Winterspielen 2018 bereitete sie sich mit dem Team Kanada zentralisiert auf dieses Turnier vor und spielte mit dem Team Canada als Gastmannschaft in der Alberta Midget Hockey League. Beim Turnier selbst gewann Fast mit der kanadischen Olympiaauswahl die Silbermedaille.
In der Saison 2018/19 kehrte sie in den Kader der Furies zurück und nahm zum zweiten Mal am All-Star-Spiel teil. Im Sommer 2019 wurde die CWHL aufgelöst und Fast entschied sich für einen Beitritt zur Professional Women’s Hockey Players Association. Anschließend spielte sie im Rahmen von Promotionsspielen (unter anderem der Dream Gap Tour) für das Toronto-Charter der PWHPA. Parallel betreute sie zeitweilig die Burlington Barracudas  als Assistenztrainerin. 
Bei der Weltmeisterschaft 2019 gewann sie die Bronzemedaille und erreichte insgesamt sechs Scorerpunkte. Zwei Jahre später, bei der Weltmeisterschaft 2021 gewann sie die Goldmedaille. Gekrönt wurde die internationale Karriere mit dem Gewinn des olympischen Eishockeyturniers bei den Olympischen Winterspielen 2022 in der chinesischen Landeshauptstadt Peking. Zudem wurde sie in das All-Star-Team des olympischen Turniers gewählt. Bei den Weltmeisterschaften 2023 und 2024 gewann sie mit der kanadischen Auswahlmannschaft je eine Silber- und Goldmedaille, wurde in beiden Jahren ins All-Star-Team gewählt und 2024 zusätzlich als beste Verteidigerin ausgezeichnet.
Im Jahr 2023 wurde aus der PWHPA heraus die Professional Women’s Hockey League gegründet. Renata Fast gehörte zu den ersten drei Spielerinnen, die noch vor dem PWHL Draft 2023 vom Team PWHL Toronto für drei Jahre verpflichtet wurde.

## Erfolge und Auszeichnungen
- 2014 NCAA-Division-I-Championship mit der Clarkson University
- 2014 NCAA All-Tournament Team
- 2015 ECAC First All-Star Team
- 2016 ECAC Third All-Star Team
- 2017 All-Star Game der CWHL
- 2019 All-Star Game der CWHL
- 2020 Teilnahme am 65. National Hockey League All-Star Game
- 2024 Second All-Star-Team der PWHL
- 2025 Verteidigerin des Jahres und First All-Star-Team der PWHL[6]

### International
| - 2017 Silbermedaille bei der Weltmeisterschaft - 2018 Silbermedaille bei den Olympischen Winterspielen - 2019 Bronzemedaille bei der Weltmeisterschaft - 2021 Goldmedaille bei der Weltmeisterschaft - 2022 Goldmedaille bei den Olympischen Winterspielen - 2022 All-Star-Team der Olympischen Winterspiele - 2022 Goldmedaille bei der Weltmeisterschaft | - 2023 Silbermedaille bei der Weltmeisterschaft - 2023 All-Star-Team der Weltmeisterschaft - 2024 Goldmedaille bei der Weltmeisterschaft - 2024 Beste Verteidigerin der Weltmeisterschaft - 2024 All-Star-Team der Weltmeisterschaft - 2025 Silbermedaille bei der Weltmeisterschaft - 2025 All-Star-Team der Weltmeisterschaft |

## Karrierestatistik
(Legende zur Spielerstatistik: Sp oder GP = absolvierte Spiele; T oder G = erzielte Tore; V oder A = erzielte Assists; Pkt oder Pts = erzielte Scorerpunkte; SM oder PIM = erhaltene Strafminuten; +/− = Plus/Minus-Bilanz; PP = erzielte Überzahltore; SH = erzielte Unterzahltore; GW = erzielte Siegtore; 1 Play-downs/Relegation; Kursiv: Statistik nicht vollständig)